# 朴寶延
朴寶延（韓語：박보연，英語：，韓國女藝人、教授、前啦啦隊員。

## 生平
第一位由韓國至海外發展的啦啦隊員，第二位為金美蘭。其離開啦啦隊之後，成為韓國職業體育史上首次誕生專門鑽研啦啦隊相關知識的教授，任教於傳播學院啦啦隊舞蹈系擔任教授，負責傳授編舞和體育啦啦表演等專業領域。同時並向海外的大學傳播韓國啦啦隊相關知識與技術，曾受到中國北京當代藝術大學的邀請，前往講授韓國啦啦隊相關的知識與技術。

## 啦啦隊經歷

### 籃球之啦啦隊
| 年份 | 隊伍名稱       | 備註         |
| ---- | -------------- | ------------ |
|      | SK飛龍         | 出道         |
| 2007 | 中國北京首鋼隊 | 擔任啦啦隊長 |